# Johann Leyser
Johann Leyser (* 30. September 1631 in Leipzig; † 1684 in Frankreich) war ein deutscher evangelischer Theologe und dänischer Feldprediger, aber auch ein Verfechter der Vielehe.

## Leben und Wirken
Johann Leyser, der jüngste Sohn von Polykarp Leyser II. und Sabina Volckmar (1598–1634), studierte ganz im Sinne der Familientradition Theologie und hatte es wohl auch im Jahre 1653 zunächst zum Magister und anschließend zum Pastor und Inspektor gebracht. Er versah zunächst seinen Dienst als Vorsteher der Landesschule Pforta in Schulpforte, einem Stadtteil von Bad Kösen, wurde jedoch bereits nach kurzer Zeit aus dem Schuldienst entlassen, da er sich offen für die Vielehe ausgesprochen hatte. Seine These war, dass die Polygamie dem Naturrecht und den Gepflogenheiten vieler Völker entspreche und mit dem Wort Gottes in Einklang zu bringen sei, weshalb sie nicht nur erlaubt, sondern in gewissen Fällen sogar geboten sei. Hierbei bezog er sich auf die Synode von Mâcon im Jahre 585 und behauptete in seinem Aufsatz Triumph der Polygamie, die Synode habe die Frage diskutiert, ob Frauen überhaupt Menschen seien. Mehrere Aufsätze über seine Thesen, manche davon unter seinem Pseudonym Theophilo Aletheo herausgegeben, ließ er folgen, aber auch viele Streitschriften mit anderen Persönlichkeiten jener Zeit wie den Theologen Dieckmann, Johannes Musaeus oder Johann Brunsmann, die seine Thesen als Gotteslästerung und Menschenverachtung anprangerten.
Leysers Suche nach Arbeit und somit nach Einkünften war nicht von Erfolg gekrönt. Lediglich eine Stelle als Feldprediger in der Armee von König Christian V. von Dänemark und Norwegen ist in den Annalen verzeichnet. Doch diese Position war ebenfalls nicht von langer Dauer, da er auch hier aus dem oben beschriebenen Grunde abkommandiert wurde. Es folgten Reisen durch Dänemark, Schweden, England, Holland, Italien und Frankreich, die er über Almosen und Spenden von einigen wenigen ihm verbliebenen Freunden finanzierte. Seine letzten Lebensjahre verbrachte er in völliger Armut, und er war wohl auch nicht verheiratet. Sein Sterbedatum ist dabei ebenso unbekannt wie der genaue Todesort. Damit zählt er als Außenseiter der mehrheitlich und über viele Generationen hoch angesehenen Gelehrtenfamilie Leyser.

## Werke (Auswahl)
- Disputatio de Theologia naturali.
- Vindicias Legis Monogamicae.
- Polygamia triumphatrix. 1676
- Discursus de polygamia. 1673
- Discursus politicus de polygamia auctore Theophilo Aletheo. Freiburg 1674
- Das Königliche Mark aller Länder. April 1685